# Fernão Pires de Lumiares
Fernão Pires de Lumiares Pelegrim (1160 - depois de 1207) foi um fidalgo e Cavaleiro medieval português e confirmante dos diplomas do rei D. Sancho I de Portugal entre 1202 e 1207, senhor de Aveiro pelo casamento.

## Relações familiares
Foi filho de Pedro Afonso Viegas e de sua primeira esposa de cujo nome não registra a história. Casou por duas vezes, a primeira com Urraca Vasques de Bragança, filha de Vasco Pires de Bragança e de Sancha Pires de Baião, e a segunda com Urraca Nunes de Bragança.
Filhos do 1.º casamento:
- Urraca Fernandes de Lumiares, casou com Afonso Pires Gato,[1] filho de Pedro Nunes Velho e de Maria Anes de Baião.

Filhos do 2.º casamento:
- Urraca Fernandes de Lumiares (II) casou com D. João Garcia de Sousa,[1] O pinto, senhor de Alegrete, filho de  Garcia Mendes de Sousa e de Elvira Gonçalves de Toronho,
- Sancha Fernandes de Lumiares (Meninha Sandia)[1]